# 藤井達吉
藤井 達吉（ふじい たつきち、1881年6月6日 - 1964年8月27日）は、愛知県碧海郡棚尾村字源氏（現・碧南市源氏町）出身の工芸家・図案家。

## 経歴

### 青年期

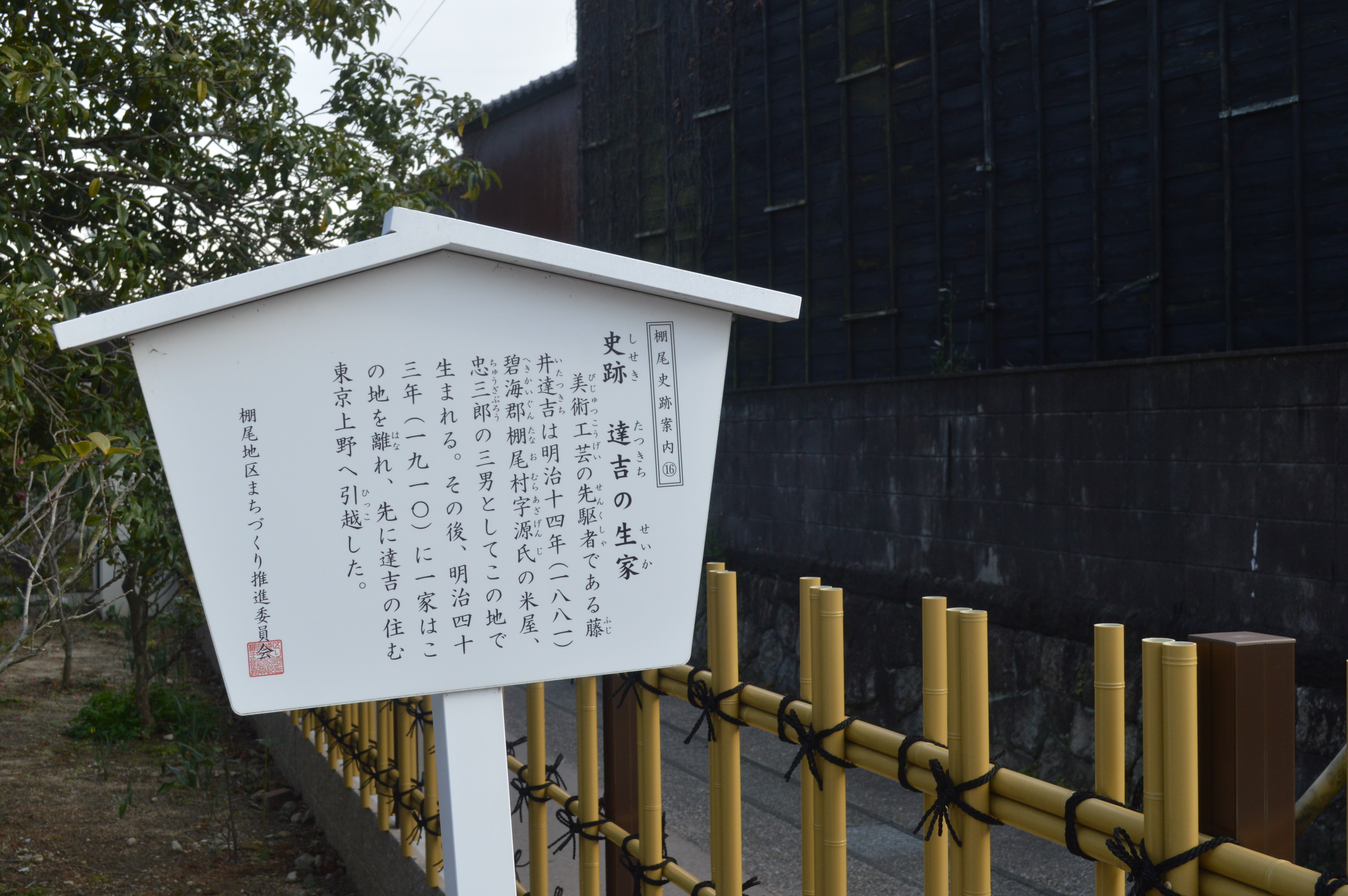
藤井達吉の生家跡

1881年（明治14年）6月6日、愛知県碧海郡棚尾村字源氏（現・碧南市源氏町）に生まれた。父親は忠三郎、母親はかぎ。兄が2人、姉が1人、妹が2人いる。母親のかぎは西加茂郡挙母村（現・豊田市）出身である。 藤井は幼少の頃から手先が器用であり、「針吉」や「凧吉」などとも呼ばれていた。
1888年（明治21年）に棚尾学校（現・碧南市立棚尾小学校）に入学し、さらには医師の杉村修平の塾で学んだ。11歳だった1892年（明治25年）に棚尾小学校を卒業し、知多郡大野町（現・常滑市）の木綿問屋である尾白株式会社（尾白商会）に奉公に入った。1895年（明治28年）には朝鮮に渡って元山支店に勤務。1897年（明治30年）に尾白株式会社を退社すると、台湾に渡って兄の安二郎の雑貨商を手伝った。台湾からの帰国後には美術学校への進学を希望したが父親に許されなかったため、1898年（明治31年）には名古屋市の服部七宝店に入社。1903年（明治36年）には第5回内国勧業博覧会のために大阪市を訪れ、奈良市に立ち寄ってはじめて古美術に触れた。
1904年（明治37年）にはアメリカ合衆国に渡り、オレゴン州ポートランドで開催されたルイス・クラーク100周年記念万国博覧会に七宝作品を出品。1905年（明治38年）にはボストン美術館で西洋・東洋の美術作品を鑑賞する機会を得て、同年12月に帰国した。同年に服部七宝店を退社し、美術工芸の道を歩み始めた。

### 上京後
1910年（明治43年）頃には家族とともに東京市の上野桜木町に住み。明治末期から大正時代にかけての時期には、吾楽会、フュウザン会、装飾美術家協会、日本美術家協会、无型など前衛的なグループに参加し、七宝焼、日本画、陶芸、金工、竹工、漆工、刺繍、染色、和紙、書、和歌など工芸のあらゆる分野で古い型にとらわれない斬新な作風で注目された。藤井の活動は工芸品の大衆化を意図したものであり、後の七宝製作のブームの実質的な先駆者だったと評価されている。
1911年（明治44年）頃には東京市の渋谷宮益坂に住み、吾楽会の会員となった。1912年（明治45年）にはヒュウザン会の創立会員となり、また国民美術協会の創立会員となった。河合卯之助らとともに軽井沢に滞在し、三笠ホテルの壁画を制作した。1913年（大正2年）には父親の忠三郎が死去し、東京の芝二本榎西町に転居した。1914年（大正3年）には長田幹彦の小説『霧』の装丁と木版画を製作した。1916年（大正5年）頃には原三渓のために仕事をした。
1919年（大正8年）には東京市の外大井町庚塚（現・東京都品川区）に転居。高村豊周・岡田三郎助・長原孝太郎らとともに装飾美術家協会を結成した。1920年（大正9年）には高村光太郎の琅玕堂で初めて個展を開催した。1921年（大正10年）には第8回日本美術院展覧会で入選し、院友に推挙された。1921年には雑誌『主婦之友』に手芸製作法の連載を開始し、1923年（大正12年）には主婦之友社から『家庭手芸品の製作法』が刊行された。同年9月1日の関東大震災後には白木屋呉服店図案部の顧問となった。1926年（大正15年）には主婦之友社から『素人のための手芸図案の描き方』が刊行された。
1926年（大正15年）には工芸団体「无型」の創立に参加し、工芸雑誌『工芸時代』の創刊に協力した。1927年（昭和2年）には主婦之友社から『家庭で出来る手芸品製作法全集』が刊行された。1929年（昭和4年）に帝国美術学校（現・武蔵野美術大学）が設立されると、図案工芸科の教授に就任した。同年には東京手芸染色協会から『家庭染色手芸法』が刊行された。1930年（昭和5年）には博文館から『美術工芸の手ほどき』が刊行された。同年には中部日本工芸会を発足させた。1932年（昭和7年）以後には愛知県西加茂郡小原村（現・豊田市）で和紙工芸の指導を行っている。1933年（昭和8年）には文雅堂から『藤井達吉創作染色図案集』が刊行された。
昭和初期の藤井の作品は文人画的性格が強まり、平安時代の継紙を現代に蘇らせるなどして、独自の工夫で「継色紙風蓋物」などの製作を行った。1935年（昭和10年）には東京市外大井町から神奈川県足柄下郡真鶴町に転居した。1937年（昭和12年）には真鶴町に工房を新築している。57歳だった1938年（昭和13年）には帝国美術学校教授を辞職した。

### 戦後

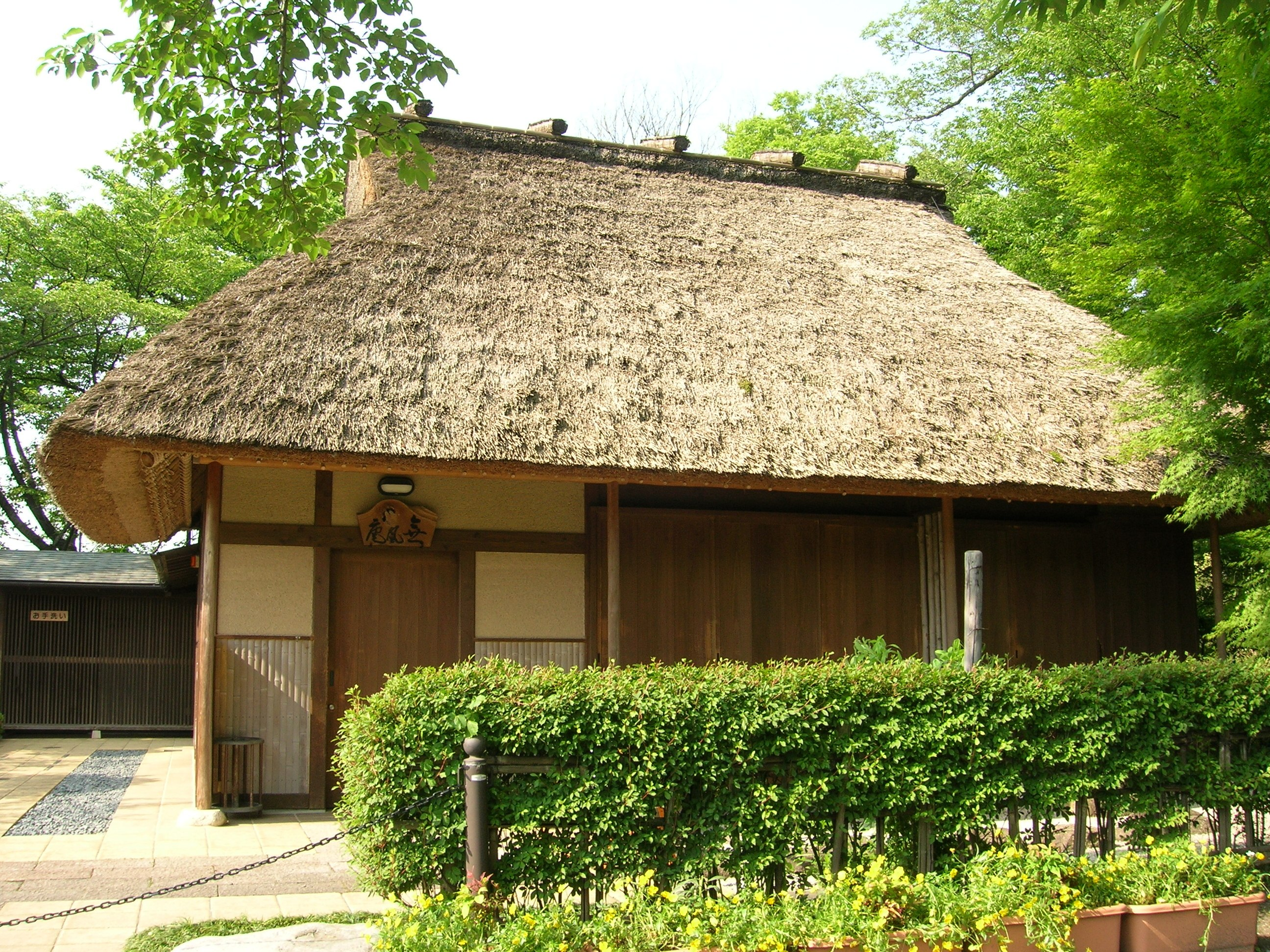
小原村の工房「無風庵」

太平洋戦争の戦況が悪化していた1945年（昭和20年）3月には愛知県西加茂郡小原村に疎開し、終戦後には小原村で小原総合芸術研究会を発足させた。伝統産業だった小原和紙を工芸に用いると、小原和紙工芸を芸術の域に引き上げ、和紙工芸作家の後進の育成に当たった。山内一生などが藤井に師事している。
1950年（昭和25年）12月には小原村から故郷の愛知県碧南市に転居した。愛知県は1955年（昭和30年）に愛知県文化会館美術館（現・愛知県美術館）を開館させることから、1954年（昭和29年）には愛知県に対して自作および所蔵作品約2000点を寄贈した。
1956年（昭和31年）1月には碧南市から静岡県沼津市松下町の塩崎家に移ったが、9月には沼津市から愛知県岡崎市岩津町の近藤家に移った。1958年（昭和33年）11月には岡崎市から愛知県半田市亀崎町に転居したが、1か月後には岡崎市に戻っている。1960年（昭和35年）3月には神奈川県足柄下郡湯河原町の安江農園に移った。1962年（昭和37年）7月には岡崎市戸崎町に移り、1963年（昭和38年）4月には神奈川県足柄下郡湯河原町に戻ったが、1964年（昭和39年）7月にはまた岡崎市戸崎町に戻っている。同年8月10日には岡崎市民病院に入院し、8月27日に心臓発作で死去した。83歳没。

### 死後

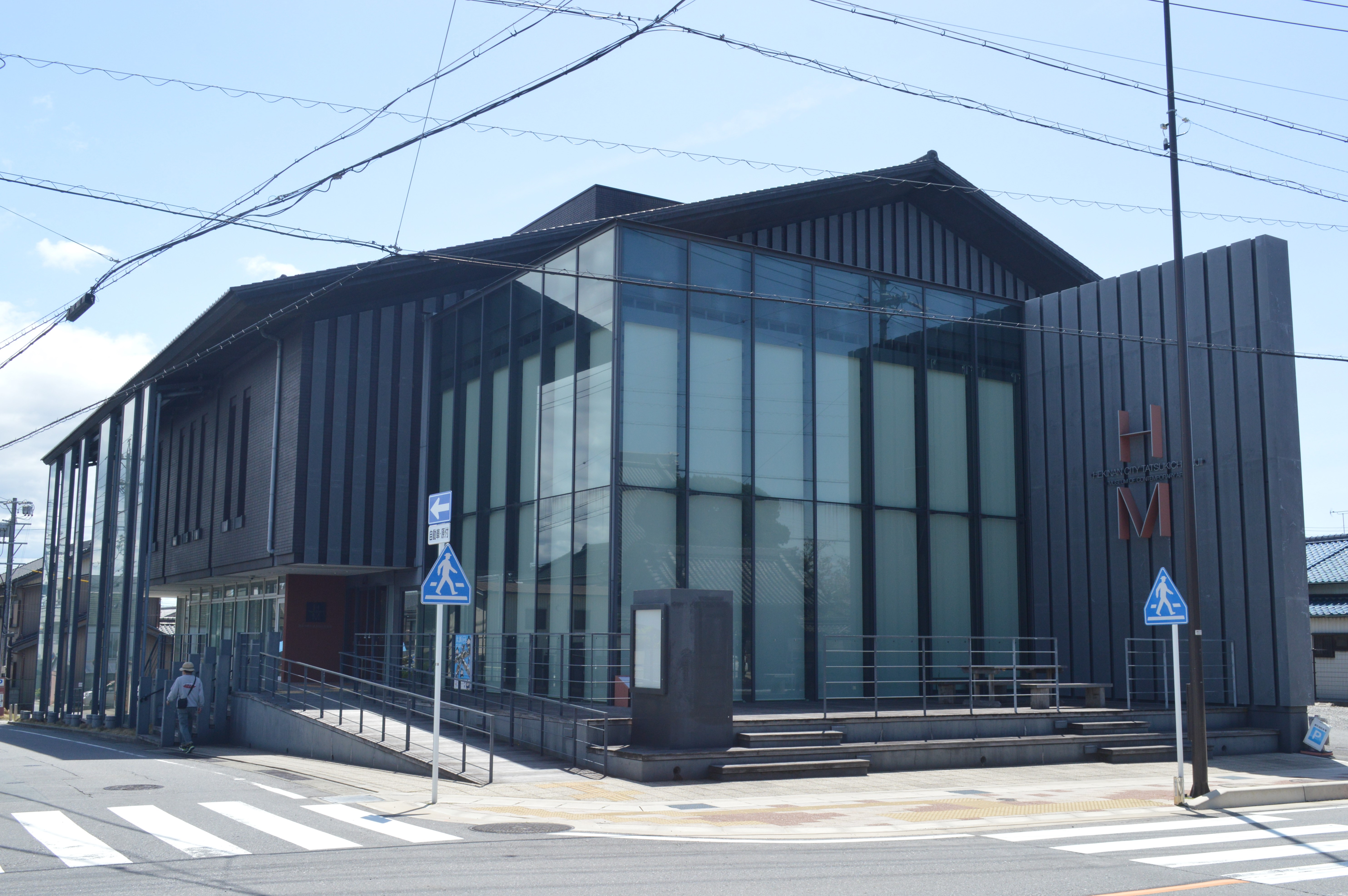
2008年に開館した碧南市藤井達吉現代美術館

1979年（昭和54年）には愛知県西加茂郡小原村（現・豊田市）に、愛知県立の博物館として和紙のふるさと（現・豊田市和紙のふるさと）が開館し、藤井達吉の作品などが展示されている。1991年（平成3年）に愛知県美術館で「藤井達吉の芸術 生活空間に美を求めて」展が開催されると、藤井の先駆的作品が再評価されるようになった。2008年（平成20年）には故郷の愛知県碧南市に碧南市藤井達吉現代美術館が開館した。

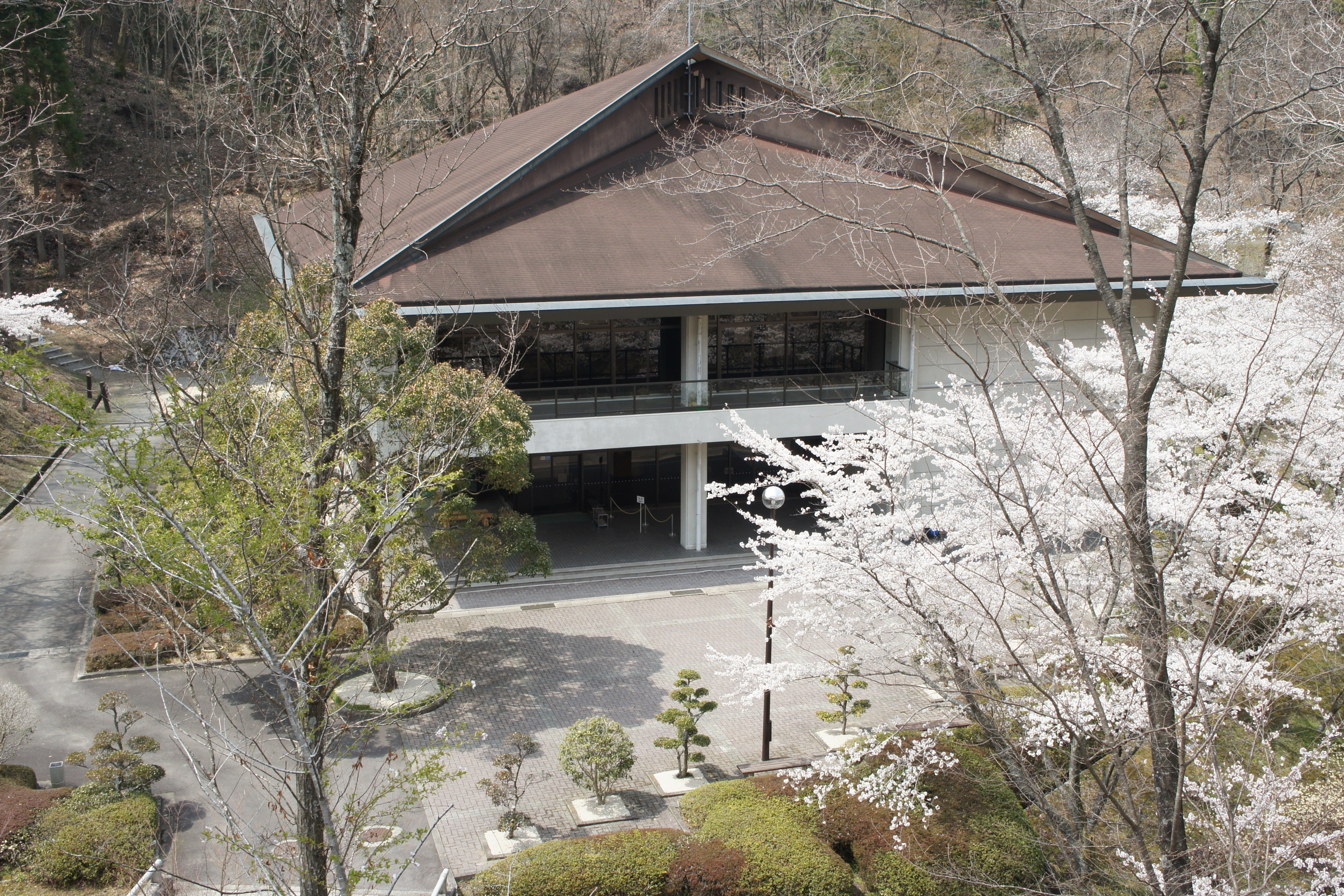
豊田市和紙のふるさと（愛知県豊田市）